# تیم دوچرخه‌سواری سن-رافائل
تیم دوچرخه‌سواری سن-رافائل (فرانسوی: Saint-Raphaël‎) یک تیم دوچرخه‌سواری در کشور فرانسه بوده.
این تیم در ۱۹۵۴ تاسیس و در سال ۱۹۶۴ منحل شده است.
از اعضای تیم میتوان به روبر وارناژو اشاره کرد که از ۱۹۶۲ تا ۱۹۶۴ عضو این تیم بود.

## افتخارات
- قهرمان بخش تیمی تور دو فرانس ۱۹۶۲ و ۱۹۶۳
- قهرمان بخش تیمی جیرو دیتالیا ۱۹۶۴
- قهرمان بخش تیمی تور دوچرخه‌سواری ووئلتا اسپانیا ۱۹۶۲ و ۱۹۶۳